# Gira Cómplices
La gira Cómplices fue una gira de conciertos del intérprete mexicano Luis Miguel para promocionar su álbum Cómplices. Fueron efectuadas dos conferencias de prensa una en Ciudad de México y otra en Madrid. En esta gira Luis Miguel interpretó sus últimas canciones pop, baladas, mariachi, entre otras. El visitó Estados Unidos, Canadá, República Dominicana, Puerto Rico, Chile, Argentina, Uruguay y México.

## Historia
Esta gira comenzó en septiembre en Estados Unidos donde realizó un total de 38 conciertos en las siguientes ciudades: Seattle, Sacramento, San José, Lago Tahoe, Santa Bárbara, Las Vegas, Tucson, Phoenix, San Diego, Fresno, Los Ángeles, Denver, El Paso, Hidalgo, Laredo, Houston, San Antonio, Austin, Dallas, Kansas City, Minneapolis, Chicago, Uncasville, Fairfax, Nueva York, Atlantic City, Charlotte, Estero, Miami y Orlando. Estuvo también en Canadá concretamente en Toronto.
Luego en noviembre partió hacia República Dominicana y Puerto Rico; después arriba a Sudamérica para efectuar conciertos en Chile, Argentina y Uruguay.
A comienzos del año 2009 realiza su temporada de conciertos en las siguientes ciudades de México: Guadalajara, Monterrey y el D.F, con un total de 33 conciertos.
Para cerrar su gira realiza cuatro conciertos en Las Vegas.

## Lista de canciones
| \| Gira Cómplices: (42 conciertos) Sep/03/2008 - Nov/15/2008 \| \| \| \| \| \| N.º \| Título \| Álbum original \| Duración \| \| \| 1. \| «Introducción» \| \| \| \| \| 2. \| «Tu Imaginación» \| Cómplices \| \| \| \| 3. \| «Suave» \| Aries \| \| \| \| 4. \| «Tú y Yo» \| Aries \| \| \| \| 5. \| «Si Te Vas» \| Nada Es Igual \| \| \| \| 6. \| «Hasta Que Me Olvides» \| Aries \| \| \| \| 7. \| «Popurrí» (No Me Platiques Más / No Sé Tú / El Día Que Me Quieras) \| Romance, Segundo Romance \| \| \| \| 8. \| «Popurrí» (Inolvidable / Bésame Mucho / La Última Noche / Amor, Amor, Amor) \| Romance, Romances, Mis Romances \| \| \| \| 9. \| «Interludio» \| \| \| \| \| 10. \| «Pensar En Ti» \| Aries \| \| \| \| 11. \| «Te Necesito» \| 33 \| \| \| \| 12. \| «Amarte Es Un Placer» \| Amarte Es Un Placer \| \| \| \| 13. \| «O Tú o Ninguna» \| Amarte Es Un Placer \| \| \| \| 14. \| «Quiero» \| Amarte Es Un Placer \| \| \| \| 15. \| «Bravo Amor, Bravo» \| Cómplices \| \| \| \| 16. \| «Estrenando Amor» \| Cómplices \| \| \| \| 17. \| «Si Tú Te Atreves» \| Cómplices \| \| \| \| 18. \| «Popurrí» (Si nos dejan / Échame a Mi la Culpa / Sabes Una Cosa) \| El concierto, México En La Piel \| \| \| \| 19. \| «Popurrí» (Mucho Corazón / La Media Vuelta / Amorcito Corazón) \| Romance, Segundo Romance, Mis Romances \| \| \| \| 20. \| «Popurrí» (Que Seas Feliz / Y / De Qué Manera Te Olvido / La Bikina / El Viajero) \| México En La Piel, Vivo \| \| \| \| 21. \| «Qué Nivel de Mujer» \| Aries \| \| \| \| 22. \| «Será Que No Me Amas» \| 20 Años \| \| \| \| 23. \| «Interludio [Melodías]» \| \| \| \| \| 24. \| «Es Mejor» \| Soy Como Quiero Ser \| \| \| \| 25. \| «Tu Imaginación» \| Cómplices \| \| \| |                                                                                   |                                        |          |  |
| Gira Cómplices: (42 conciertos) Sep/03/2008 - Nov/15/2008 |                                                                                   |                                        |          |  |
| N.º | Título                                                                            | Álbum original                         | Duración |  |
| 1. | «Introducción»                                                                    |                                        |          |  |
| 2. | «Tu Imaginación»                                                                  | Cómplices                              |          |  |
| 3. | «Suave»                                                                           | Aries                                  |          |  |
| 4. | «Tú y Yo»                                                                         | Aries                                  |          |  |
| 5. | «Si Te Vas»                                                                       | Nada Es Igual                          |          |  |
| 6. | «Hasta Que Me Olvides»                                                            | Aries                                  |          |  |
| 7. | «Popurrí» (No Me Platiques Más / No Sé Tú / El Día Que Me Quieras)                | Romance, Segundo Romance               |          |  |
| 8. | «Popurrí» (Inolvidable / Bésame Mucho / La Última Noche / Amor, Amor, Amor)       | Romance, Romances, Mis Romances        |          |  |
| 9. | «Interludio»                                                                      |                                        |          |  |
| 10. | «Pensar En Ti»                                                                    | Aries                                  |          |  |
| 11. | «Te Necesito»                                                                     | 33                                     |          |  |
| 12. | «Amarte Es Un Placer»                                                             | Amarte Es Un Placer                    |          |  |
| 13. | «O Tú o Ninguna»                                                                  | Amarte Es Un Placer                    |          |  |
| 14. | «Quiero»                                                                          | Amarte Es Un Placer                    |          |  |
| 15. | «Bravo Amor, Bravo»                                                               | Cómplices                              |          |  |
| 16. | «Estrenando Amor»                                                                 | Cómplices                              |          |  |
| 17. | «Si Tú Te Atreves»                                                                | Cómplices                              |          |  |
| 18. | «Popurrí» (Si nos dejan / Échame a Mi la Culpa / Sabes Una Cosa)                  | El concierto, México En La Piel        |          |  |
| 19. | «Popurrí» (Mucho Corazón / La Media Vuelta / Amorcito Corazón)                    | Romance, Segundo Romance, Mis Romances |          |  |
| 20. | «Popurrí» (Que Seas Feliz / Y / De Qué Manera Te Olvido / La Bikina / El Viajero) | México En La Piel, Vivo                |          |  |
| 21. | «Qué Nivel de Mujer»                                                              | Aries                                  |          |  |
| 22. | «Será Que No Me Amas»                                                             | 20 Años                                |          |  |
| 23. | «Interludio [Melodías]»                                                           |                                        |          |  |
| 24. | «Es Mejor»                                                                        | Soy Como Quiero Ser                    |          |  |
| 25. | «Tu Imaginación»                                                                  | Cómplices                              |          |  |

| \| Gira Cómplices: (12 conciertos) Nov/20/2008 - Dic/5/2008 \| \| \| \| \| \| N.º \| Título \| Álbum original \| Duración \| \| \| 1. \| «Introducción» \| \| \| \| \| 2. \| «Tu Imaginación» \| Cómplices \| \| \| \| 3. \| «Suave» \| Aries \| \| \| \| 4. \| «Tú y Yo» \| Aries \| \| \| \| 5. \| «Si Te Vas» \| Nada Es Igual \| \| \| \| 6. \| «Hasta Que Me Olvides» \| Aries \| \| \| \| 7. \| «Popurrí» (No Me Platiques Más / No Sé Tú / El Día Que Me Quieras) \| Romance, Segundo Romance \| \| \| \| 8. \| «Popurrí» (Inolvidable / Bésame Mucho / La Última Noche / Amor, Amor, Amor) \| Romance, Romances, Mis Romances \| \| \| \| 9. \| «Interludio» \| \| \| \| \| 10. \| «Pensar En Ti» \| Aries \| \| \| \| 11. \| «Te Necesito» \| 33 \| \| \| \| 12. \| «Amarte Es Un Placer» \| Amarte Es Un Placer \| \| \| \| 13. \| «O Tú o Ninguna» \| Amarte Es Un Placer \| \| \| \| 14. \| «Quiero» \| Amarte Es Un Placer \| \| \| \| 15. \| «Bravo Amor, Bravo» \| Cómplices \| \| \| \| 16. \| «Estrenando Amor» \| Cómplices \| \| \| \| 17. \| «Si Tú Te Atreves» \| Cómplices \| \| \| \| 18. \| «Popurrí» (Decídete / Los Muchachos de Hoy / Ahora Te Puedes Marchar / La Chica del Bikini Azul / Isabel / Cuando Calienta el Sol) \| Decídete, Fiebre de amor, Soy Como Quiero Ser, Palabra de Honor \| \| \| \| 19. \| «Qué Nivel de Mujer» \| Aries \| \| \| \| 20. \| «Será Que No Me Amas» \| 20 Años \| \| \| | |                                                                 |          |  |
| Gira Cómplices: (12 conciertos) Nov/20/2008 - Dic/5/2008 | |                                                                 |          |  |
| N.º | Título | Álbum original                                                  | Duración |  |
| 1. | «Introducción» |                                                                 |          |  |
| 2. | «Tu Imaginación» | Cómplices                                                       |          |  |
| 3. | «Suave» | Aries                                                           |          |  |
| 4. | «Tú y Yo» | Aries                                                           |          |  |
| 5. | «Si Te Vas» | Nada Es Igual                                                   |          |  |
| 6. | «Hasta Que Me Olvides» | Aries                                                           |          |  |
| 7. | «Popurrí» (No Me Platiques Más / No Sé Tú / El Día Que Me Quieras)                                                                 | Romance, Segundo Romance                                        |          |  |
| 8. | «Popurrí» (Inolvidable / Bésame Mucho / La Última Noche / Amor, Amor, Amor)                                                        | Romance, Romances, Mis Romances                                 |          |  |
| 9. | «Interludio» |                                                                 |          |  |
| 10. | «Pensar En Ti» | Aries                                                           |          |  |
| 11. | «Te Necesito» | 33                                                              |          |  |
| 12. | «Amarte Es Un Placer» | Amarte Es Un Placer                                             |          |  |
| 13. | «O Tú o Ninguna» | Amarte Es Un Placer                                             |          |  |
| 14. | «Quiero» | Amarte Es Un Placer                                             |          |  |
| 15. | «Bravo Amor, Bravo» | Cómplices                                                       |          |  |
| 16. | «Estrenando Amor» | Cómplices                                                       |          |  |
| 17. | «Si Tú Te Atreves» | Cómplices                                                       |          |  |
| 18. | «Popurrí» (Decídete / Los Muchachos de Hoy / Ahora Te Puedes Marchar / La Chica del Bikini Azul / Isabel / Cuando Calienta el Sol) | Decídete, Fiebre de amor, Soy Como Quiero Ser, Palabra de Honor |          |  |
| 19. | «Qué Nivel de Mujer» | Aries                                                           |          |  |
| 20. | «Será Que No Me Amas» | 20 Años                                                         |          |  |

| \| Gira Cómplices: (33 conciertos) Ene/20/2009 - Mar/8/2009 \| \| \| \| \| \| N.º \| Título \| Álbum original \| Duración \| \| \| 1. \| «Introducción» \| \| \| \| \| 2. \| «Tu Imaginación» \| Cómplices \| \| \| \| 3. \| «Suave» \| Aries \| \| \| \| 4. \| «Tú y Yo» \| Aries \| \| \| \| 5. \| «Si Te Vas» \| Nada Es Igual \| \| \| \| 6. \| «Hasta Que Me Olvides» \| Aries \| \| \| \| 7. \| «Popurrí» (No Me Platiques Más / No Sé Tú / El Día Que Me Quieras) \| Romance, Segundo Romance \| \| \| \| 8. \| «Popurrí» (Inolvidable / Bésame Mucho / La Última Noche / Amor, Amor, Amor) \| Romance, Romances, Mis Romances \| \| \| \| 9. \| «Interludio» \| \| \| \| \| 10. \| «Pensar En Ti» \| Aries \| \| \| \| 11. \| «Te Necesito» \| 33 \| \| \| \| 12. \| «Amarte Es Un Placer» \| Amarte Es Un Placer \| \| \| \| 13. \| «Popurrí» (Entrégate / La Incondicional) \| 20 Años, Busca Una Mujer \| \| \| \| 14. \| «Quiero» \| Amarte Es Un Placer \| \| \| \| 15. \| «Bravo Amor, Bravo» \| Cómplices \| \| \| \| 16. \| «Estrenando Amor» \| Cómplices \| \| \| \| 17. \| «Si Tú Te Atreves» \| Cómplices \| \| \| \| 18. \| «Popurrí» (Si nos dejan / Échame a Mi la Culpa / Sabes Una Cosa) \| El concierto, México En La Piel \| \| \| \| 19. \| «Popurrí» (Que Seas Feliz / Y / De Qué Manera Te Olvido / La Bikina / El Viajero) \| México En La Piel, Vivo \| \| \| \| 20. \| «Qué Nivel de Mujer» \| Aries \| \| \| \| 21. \| «Será Que No Me Amas» \| 20 Años \| \| \| \| 22. \| «Interludio [Melodías]» \| \| \| \| \| 23. \| «Es Mejor» \| Soy Como Quiero Ser \| \| \| \| 24. \| «Tu Imaginación» \| Cómplices \| \| \| |                                                                                   |                                 |          |  |
| Gira Cómplices: (33 conciertos) Ene/20/2009 - Mar/8/2009 |                                                                                   |                                 |          |  |
| N.º | Título                                                                            | Álbum original                  | Duración |  |
| 1. | «Introducción»                                                                    |                                 |          |  |
| 2. | «Tu Imaginación»                                                                  | Cómplices                       |          |  |
| 3. | «Suave»                                                                           | Aries                           |          |  |
| 4. | «Tú y Yo»                                                                         | Aries                           |          |  |
| 5. | «Si Te Vas»                                                                       | Nada Es Igual                   |          |  |
| 6. | «Hasta Que Me Olvides»                                                            | Aries                           |          |  |
| 7. | «Popurrí» (No Me Platiques Más / No Sé Tú / El Día Que Me Quieras)                | Romance, Segundo Romance        |          |  |
| 8. | «Popurrí» (Inolvidable / Bésame Mucho / La Última Noche / Amor, Amor, Amor)       | Romance, Romances, Mis Romances |          |  |
| 9. | «Interludio»                                                                      |                                 |          |  |
| 10. | «Pensar En Ti»                                                                    | Aries                           |          |  |
| 11. | «Te Necesito»                                                                     | 33                              |          |  |
| 12. | «Amarte Es Un Placer»                                                             | Amarte Es Un Placer             |          |  |
| 13. | «Popurrí» (Entrégate / La Incondicional)                                          | 20 Años, Busca Una Mujer        |          |  |
| 14. | «Quiero»                                                                          | Amarte Es Un Placer             |          |  |
| 15. | «Bravo Amor, Bravo»                                                               | Cómplices                       |          |  |
| 16. | «Estrenando Amor»                                                                 | Cómplices                       |          |  |
| 17. | «Si Tú Te Atreves»                                                                | Cómplices                       |          |  |
| 18. | «Popurrí» (Si nos dejan / Échame a Mi la Culpa / Sabes Una Cosa)                  | El concierto, México En La Piel |          |  |
| 19. | «Popurrí» (Que Seas Feliz / Y / De Qué Manera Te Olvido / La Bikina / El Viajero) | México En La Piel, Vivo         |          |  |
| 20. | «Qué Nivel de Mujer»                                                              | Aries                           |          |  |
| 21. | «Será Que No Me Amas»                                                             | 20 Años                         |          |  |
| 22. | «Interludio [Melodías]»                                                           |                                 |          |  |
| 23. | «Es Mejor»                                                                        | Soy Como Quiero Ser             |          |  |
| 24. | «Tu Imaginación»                                                                  | Cómplices                       |          |  |

| \| Gira Cómplices: (4 conciertos) Sep/12/2009 - Sep/15/2009 \| \| \| \| \| \| N.º \| Título \| Álbum original \| Duración \| \| \| 1. \| «Introducción» \| \| \| \| \| 2. \| «Vuelve» \| 33 \| \| \| \| 3. \| «Suave» \| Aries \| \| \| \| 4. \| «Sol, Arena y Mar» \| Amarte Es Un Placer \| \| \| \| 5. \| «O Tú o Ninguna» \| Amarte Es Un Placer \| \| \| \| 6. \| «Come Fly With Me» \| Duets II \| \| \| \| 7. \| «Si Te Vas» \| Nada Es Igual \| \| \| \| 8. \| «Hasta Que Me Olvides» \| Aries \| \| \| \| 9. \| «Popurrí» (Inolvidable / Bésame Mucho / La Última Noche / Amor, Amor, Amor) \| Romance, Romances, Mis Romances \| \| \| \| 10. \| «Interludio» \| \| \| \| \| 11. \| «Devuélveme el Amor» \| 33 \| \| \| \| 12. \| «Te Necesito» \| 33 \| \| \| \| 13. \| «Popurrí» (Entrégate / La Incondicional) \| 20 Años, Busca Una Mujer \| \| \| \| 14. \| «Tú Solo Tú» \| Amarte Es Un Placer \| \| \| \| 15. \| «El Son de la Negra» \| \| \| \| \| 16. \| «Popurrí» (Si nos dejan / Échame a Mi la Culpa / Sabes Una Cosa) \| El concierto, México En La Piel \| \| \| \| 17. \| «El Rey» \| El concierto \| \| \| \| 18. \| «Entrega Total» \| México En La Piel \| \| \| \| 19. \| «Popurrí» (Que Seas Feliz / Y / De Qué Manera Te Olvido / La Bikina / El Viajero) \| México En La Piel, Vivo \| \| \| \| 20. \| «Qué Nivel de Mujer» \| Aries \| \| \| \| 21. \| «Será Que No Me Amas» \| 20 Años \| \| \| \| 22. \| «Interludio [Melodías]» \| \| \| \| \| 23. \| «Popurrí» (Como Es Posible Que a Mi Lado/ Te Propongo Esta Noche) \| Nada Es Igual, Amarte Es Un Placer \| \| \| |                                                                                   |                                    |          |  |
| Gira Cómplices: (4 conciertos) Sep/12/2009 - Sep/15/2009 |                                                                                   |                                    |          |  |
| N.º | Título                                                                            | Álbum original                     | Duración |  |
| 1. | «Introducción»                                                                    |                                    |          |  |
| 2. | «Vuelve»                                                                          | 33                                 |          |  |
| 3. | «Suave»                                                                           | Aries                              |          |  |
| 4. | «Sol, Arena y Mar»                                                                | Amarte Es Un Placer                |          |  |
| 5. | «O Tú o Ninguna»                                                                  | Amarte Es Un Placer                |          |  |
| 6. | «Come Fly With Me»                                                                | Duets II                           |          |  |
| 7. | «Si Te Vas»                                                                       | Nada Es Igual                      |          |  |
| 8. | «Hasta Que Me Olvides»                                                            | Aries                              |          |  |
| 9. | «Popurrí» (Inolvidable / Bésame Mucho / La Última Noche / Amor, Amor, Amor)       | Romance, Romances, Mis Romances    |          |  |
| 10. | «Interludio»                                                                      |                                    |          |  |
| 11. | «Devuélveme el Amor»                                                              | 33                                 |          |  |
| 12. | «Te Necesito»                                                                     | 33                                 |          |  |
| 13. | «Popurrí» (Entrégate / La Incondicional)                                          | 20 Años, Busca Una Mujer           |          |  |
| 14. | «Tú Solo Tú»                                                                      | Amarte Es Un Placer                |          |  |
| 15. | «El Son de la Negra»                                                              |                                    |          |  |
| 16. | «Popurrí» (Si nos dejan / Échame a Mi la Culpa / Sabes Una Cosa)                  | El concierto, México En La Piel    |          |  |
| 17. | «El Rey»                                                                          | El concierto                       |          |  |
| 18. | «Entrega Total»                                                                   | México En La Piel                  |          |  |
| 19. | «Popurrí» (Que Seas Feliz / Y / De Qué Manera Te Olvido / La Bikina / El Viajero) | México En La Piel, Vivo            |          |  |
| 20. | «Qué Nivel de Mujer»                                                              | Aries                              |          |  |
| 21. | «Será Que No Me Amas»                                                             | 20 Años                            |          |  |
| 22. | «Interludio [Melodías]»                                                           |                                    |          |  |
| 23. | «Popurrí» (Como Es Posible Que a Mi Lado/ Te Propongo Esta Noche)                 | Nada Es Igual, Amarte Es Un Placer |          |  |

## Fechas de la gira
| Número | Fecha                    | Ciudad               | País                 | Recinto                                     | Audiencia            | Ref.                                            |
| Primera Etapa (2008) | Primera Etapa (2008)     | Primera Etapa (2008) | Primera Etapa (2008) | Primera Etapa (2008)                        | Primera Etapa (2008) | Primera Etapa (2008)                            |
| Norteamérica | Norteamérica             | Norteamérica         | Norteamérica         | Norteamérica                                | Norteamérica         | Norteamérica                                    |
| --- | ------------------------ | -------------------- | -------------------- | ------------------------------------------- | -------------------- | ----------------------------------------------- |
| 1 | 3 de septiembre de 2008  | Seattle              | Estados Unidos       | WaMu Theater                                | 7,000                | [ 7 ] [ 8 ] [ 3 ]                               |
| 2 | 5 de septiembre de 2008  | Sacramento           | Estados Unidos       | Arco Arena                                  | 5,479                | [ 9 ] [ 8 ] [ 3 ]                               |
| 3 | 6 de septiembre de 2008  | San José             | Estados Unidos       | HP Pavilion                                 | 6,703                | [ 8 ] [ 3 ]                                     |
| 4 | 7 de septiembre de 2008  | Lago Tahoe           | Estados Unidos       | Harveys Outdoor Arena                       | 7,200                | [ 10 ] [ 8 ] [ 3 ]                              |
| 5 | 10 de septiembre de 2008 | Santa Bárbara        | Estados Unidos       | Santa Bárbara Bowl                          | 4,562                | [ 11 ] [ 8 ] [ 3 ]                              |
| 6 | 12 de septiembre de 2008 | Las Vegas            | Estados Unidos       | The Colosseum at Caesars Palace             | 4,296                | [ 12 ] [ 13 ] [ 14 ] [ 8 ] [ 3 ]                |
| 7 | 13 de septiembre de 2008 | Las Vegas            | Estados Unidos       | The Colosseum at Caesars Palace             | 4,296                | [ 8 ] [ 3 ]                                     |
| 8 | 14 de septiembre de 2008 | Las Vegas            | Estados Unidos       | The Colosseum at Caesars Palace             | 4,296                | [ 8 ] [ 3 ]                                     |
| 9 | 15 de septiembre de 2008 | Las Vegas            | Estados Unidos       | The Colosseum at Caesars Palace             | 4,296                | [ 8 ] [ 3 ]                                     |
| 10 | 17 de septiembre de 2008 | Tucson               | Estados Unidos       | AVA Amphitheater                            | 5,000                | [ 15 ] [ 8 ] [ 3 ]                              |
| 11 | 19 de septiembre de 2008 | Phoenix              | Estados Unidos       | Dodge Theatre                               | 5,500                | [ 8 ] [ 3 ]                                     |
| El concierto programado para el 20 de septiembre en Indian Wells Tenis Garden de Palm Springs fue cancelado y no reprogramado. |                          |                      |                      |                                             |                      |                                                 |
| 12 | 21 de septiembre de 2008 | San Diego            | Estados Unidos       | Cricket Wireless Amphitheatre               | 11,492               | [ 16 ] [ 8 ] [ 3 ]                              |
| 13 | 24 de septiembre de 2008 | Fresno               | Estados Unidos       | Save Mart Center                            | 16,182               | [ 8 ] [ 3 ]                                     |
| 14 | 26 de septiembre de 2008 | Los Ángeles          | Estados Unidos       | Nokia Theatre                               | 7,100                | [ 17 ] [ 8 ] [ 3 ]                              |
| 15 | 27 de septiembre de 2008 | Los Ángeles          | Estados Unidos       | Nokia Theatre                               | 7,100                | [ 17 ] [ 8 ] [ 3 ]                              |
| 16 | 28 de septiembre de 2008 | Los Ángeles          | Estados Unidos       | Nokia Theatre                               | 7,100                | [ 17 ] [ 8 ] [ 3 ]                              |
| 17 | 2 de octubre de 2008     | Denver               | Estados Unidos       | Broomfield Event Center                     | 6,500                | [ 18 ] [ 8 ] [ 3 ]                              |
| 18 | 4 de octubre de 2008     | El Paso              | Estados Unidos       | El Paso County Coliseum                     | 6,505                | [ 19 ] [ 20 ] [ 8 ] [ 3 ]                       |
| 19 | 5 de octubre de 2008     | El Paso              | Estados Unidos       | El Paso County Coliseum                     | 6,505                | [ 19 ] [ 20 ] [ 8 ] [ 3 ]                       |
| 20 | 8 de octubre de 2008     | Hidalgo              | Estados Unidos       | Dodge Arena                                 | 6,800                | [ 21 ] [ 8 ] [ 3 ]                              |
| 21 | 9 de octubre de 2008     | Hidalgo              | Estados Unidos       | Dodge Arena                                 | 6,800                | [ 21 ] [ 8 ] [ 3 ]                              |
| 22 | 11 de octubre de 2008    | Laredo               | Estados Unidos       | Laredo Entertainment Center                 | 8,532                | [ 8 ] [ 3 ]                                     |
| 23 | 12 de octubre de 2008    | Houston              | Estados Unidos       | Toyota Center                               | 9,574                | [ 22 ] [ 8 ] [ 3 ]                              |
| 24 | 14 de octubre de 2008    | San Antonio          | Estados Unidos       | AT&T Center                                 | 13,537               | [ 8 ] [ 3 ]                                     |
| 25 | 15 de octubre de 2008    | Austin               | Estados Unidos       | Frank Erwin Center                          | 16,755               | [ 23 ] [ 8 ] [ 3 ]                              |
| 26 | 16 de octubre de 2008    | Dallas               | Estados Unidos       | Nokia Theatre at Grand Prairie              | 4,742                | [ 24 ] [ 8 ] [ 3 ]                              |
| 27 | 18 de octubre de 2008    | Kansas City          | Estados Unidos       | Sprint Center                               | 3,456                | [ 8 ] [ 3 ]                                     |
| 28 | 19 de octubre de 2008    | Minneapolis          | Estados Unidos       | Northrop Auditorium                         | 4,850                | [ 8 ] [ 3 ]                                     |
| 29 | 23 de octubre de 2008    | Chicago              | Estados Unidos       | Allstate Arena                              | 14,000               | [ 25 ] [ 8 ] [ 3 ]                              |
| 30 | 25 de octubre de 2008    | Uncasville           | Estados Unidos       | Mohegan Sun Arena                           | 6,971                | [ 8 ] [ 3 ]                                     |
| 31 | 26 de octubre de 2008    | Fairfax              | Estados Unidos       | Patriot Center                              | 5,000                | [ 8 ] [ 3 ]                                     |
| 32 | 29 de octubre de 2008    | Toronto              | Canadá               | Powerade Centre                             | 6,000                | [ 26 ] [ 27 ] [ 8 ] [ 3 ]                       |
| 33 | 31 de octubre de 2008    | Nueva York           | Estados Unidos       | Madison Square Garden                       | 10,474               | [ 28 ] [ 29 ] [ 30 ] [ 8 ] [ 3 ]                |
| 34 | 1 de noviembre de 2008   | Atlantic City        | Estados Unidos       | Borgata Event Center                        | 2,400                | [ 30 ] [ 8 ] [ 3 ]                              |
| 35 | 2 de noviembre de 2008   | Charlotte            | Estados Unidos       | Cricket Arena                               | 9,605                | [ 8 ] [ 3 ]                                     |
| 36 | 6 de noviembre de 2008   | Estero               | Estados Unidos       | Germain Arena                               | 7,128                | [ 8 ] [ 3 ]                                     |
| 37 | 7 de noviembre de 2008   | Miami                | Estados Unidos       | American Airlines Arena                     | 12,000               | [ 31 ] [ 32 ] [ 8 ] [ 3 ]                       |
| 38 | 8 de noviembre de 2008   | Miami                | Estados Unidos       | American Airlines Arena                     | 12,000               | [ 31 ] [ 32 ] [ 8 ] [ 3 ]                       |
| 39 | 9 de noviembre de 2008   | Orlando              | Estados Unidos       | Amway Arena                                 | 11,740               | [ 8 ] [ 3 ]                                     |
| 40 | 12 de noviembre de 2008  | Santo Domingo        | República Dominicana | Estadio Olímpico                            | 38,000               | [ 33 ] [ 3 ]                                    |
| 41 | 14 de noviembre de 2008  | San Juan             | Puerto Rico          | Resort San Juan Marriott & Stellaris Casino | 2,000                | [ 34 ] [ 35 ] [ 3 ]                             |
| 42 | 15 de noviembre de 2008  | San Juan             | Puerto Rico          | Coliseo José Miguel Agrelot                 | 18,000               | [ 36 ] [ 3 ]                                    |
| Sudamérica |                          |                      |                      |                                             |                      |                                                 |
| 43 | 20 de noviembre de 2008  | Santiago             | Chile                | Movistar Arena                              | 15,000               | [ 37 ] [ 38 ] [ 39 ] [ 40 ] [ 3 ]               |
| 44 | 21 de noviembre de 2008  | Santiago             | Chile                | Movistar Arena                              | 15,000               | [ 37 ] [ 38 ] [ 39 ] [ 40 ] [ 3 ]               |
| 45 | 22 de noviembre de 2008  | Santiago             | Chile                | Movistar Arena                              | 15,000               | [ 37 ] [ 38 ] [ 39 ] [ 40 ] [ 3 ]               |
| 46 | 23 de noviembre de 2008  | Santiago             | Chile                | Movistar Arena                              | 15,000               | [ 37 ] [ 38 ] [ 39 ] [ 40 ] [ 3 ]               |
| 47 | 25 de noviembre de 2008  | Mendoza              | Argentina            | Estadio Malvinas Argentinas                 | 17,000               | [ 41 ] [ 42 ] [ 43 ] [ 44 ] [ 3 ]               |
| 48 | 27 de noviembre de 2008  | Buenos Aires         | Argentina            | Estadio Vélez Sarsfield                     | 40,000               | [ 45 ] [ 46 ] [ 47 ] [ 48 ] [ 3 ]               |
| 49 | 28 de noviembre de 2008  | Buenos Aires         | Argentina            | Estadio Vélez Sarsfield                     | 40,000               | [ 45 ] [ 46 ] [ 47 ] [ 48 ] [ 3 ]               |
| 50 | 29 de noviembre de 2008  | Buenos Aires         | Argentina            | Estadio Vélez Sarsfield                     | 40,000 *             | [ 45 ] [ 46 ] [ 47 ] [ 48 ] [ 49 ] [ 3 ]        |
| 51 | 30 de noviembre de 2008  | Buenos Aires         | Argentina            | Estadio Vélez Sarsfield                     | 40,000               | [ 45 ] [ 46 ] [ 47 ] [ 48 ] [ 3 ]               |
| 52 | 2 de diciembre de 2008   | Córdoba              | Argentina            | Estadio Chateau Carrera                     | 16,000               | [ 50 ] [ 3 ]                                    |
| 53 | 3 de diciembre de 2008   | Rosario              | Argentina            | Estadio Rosario Central                     | 22,000               | [ 51 ] [ 3 ]                                    |
| 54 | 5 de diciembre de 2008   | Punta del Este       | Uruguay              | Hotel Conrad Resort & Casino                | 1,500                | [ 52 ] [ 3 ]                                    |
| Segunda Etapa (2009) |                          |                      |                      |                                             |                      |                                                 |
| Norteamérica II |                          |                      |                      |                                             |                      |                                                 |
| 55 | 20 de enero de 2009      | Ciudad de México     | México               | Auditorio Nacional                          | 7,500                | [ 53 ] [ 54 ] [ 55 ] [ 56 ] [ 57 ] [ 3 ]        |
| 56 | 21 de enero de 2009      | Ciudad de México     | México               | Auditorio Nacional                          | 7,500                | [ 53 ] [ 54 ] [ 55 ] [ 56 ] [ 57 ] [ 3 ]        |
| 57 | 23 de enero de 2009      | Ciudad de México     | México               | Auditorio Nacional                          | 7,500                | [ 53 ] [ 54 ] [ 55 ] [ 56 ] [ 57 ] [ 3 ]        |
| 58 | 24 de enero de 2009      | Ciudad de México     | México               | Auditorio Nacional                          | 7,500                | [ 53 ] [ 54 ] [ 55 ] [ 56 ] [ 57 ] [ 3 ]        |
| 59 | 25 de enero de 2009      | Ciudad de México     | México               | Auditorio Nacional                          | 7,500                | [ 53 ] [ 54 ] [ 55 ] [ 56 ] [ 57 ] [ 3 ]        |
| 60 | 27 de enero de 2009      | Ciudad de México     | México               | Auditorio Nacional                          | 7,500                | [ 53 ] [ 54 ] [ 55 ] [ 56 ] [ 57 ] [ 3 ]        |
| 61 | 28 de enero de 2009      | Ciudad de México     | México               | Auditorio Nacional                          | 7,500                | [ 53 ] [ 54 ] [ 55 ] [ 56 ] [ 57 ] [ 3 ]        |
| 62 | 30 de enero de 2009      | Ciudad de México     | México               | Auditorio Nacional                          | 7,500                | [ 53 ] [ 54 ] [ 55 ] [ 56 ] [ 57 ] [ 3 ]        |
| 63 | 31 de enero de 2009      | Ciudad de México     | México               | Auditorio Nacional                          | 7,500                | [ 53 ] [ 54 ] [ 55 ] [ 56 ] [ 57 ] [ 3 ]        |
| 64 | 1 de febrero de 2009     | Ciudad de México     | México               | Auditorio Nacional                          | 7,500                | [ 53 ] [ 54 ] [ 55 ] [ 56 ] [ 57 ] [ 3 ]        |
| 65 | 3 de febrero de 2009     | Ciudad de México     | México               | Auditorio Nacional                          | 7,500                | [ 53 ] [ 54 ] [ 55 ] [ 56 ] [ 57 ] [ 3 ]        |
| 66 | 4 de febrero de 2009     | Ciudad de México     | México               | Auditorio Nacional                          | 7,500                | [ 58 ] [ 53 ] [ 54 ] [ 55 ] [ 56 ] [ 57 ] [ 3 ] |
| 67 | 6 de febrero de 2009     | Ciudad de México     | México               | Auditorio Nacional                          | 7,500                | [ 53 ] [ 54 ] [ 55 ] [ 56 ] [ 57 ] [ 3 ]        |
| 68 | 7 de febrero de 2009     | Ciudad de México     | México               | Auditorio Nacional                          | 7,500                | [ 53 ] [ 54 ] [ 55 ] [ 56 ] [ 57 ] [ 3 ]        |
| 69 | 8 de febrero de 2009     | Ciudad de México     | México               | Auditorio Nacional                          | 7,500                | [ 53 ] [ 54 ] [ 55 ] [ 56 ] [ 57 ] [ 3 ]        |
| 70 | 12 de febrero de 2009    | Guadalajara          | México               | Auditorio Telmex                            | 11,500               | [ 59 ] [ 3 ]                                    |
| 71 | 13 de febrero de 2009    | Guadalajara          | México               | Auditorio Telmex                            | 11,500               | [ 59 ] [ 3 ]                                    |
| 72 | 14 de febrero de 2009    | Guadalajara          | México               | Auditorio Telmex                            | 11,500               | [ 60 ] [ 59 ] [ 3 ]                             |
| 73 | 15 de febrero de 2009    | Guadalajara          | México               | Auditorio Telmex                            | 11,500               | [ 59 ] [ 3 ]                                    |
| 74 | 19 de febrero de 2009    | Monterrey            | México               | Arena Monterrey                             | 12,500               | [ 61 ] [ 62 ] [ 63 ] [ 3 ]                      |
| 75 | 20 de febrero de 2009    | Monterrey            | México               | Arena Monterrey                             | 12,500               | [ 61 ] [ 62 ] [ 63 ] [ 3 ]                      |
| 76 | 21 de febrero de 2009    | Monterrey            | México               | Arena Monterrey                             | 12,500               | [ 61 ] [ 62 ] [ 63 ] [ 3 ]                      |
| 77 | 22 de febrero de 2009    | Monterrey            | México               | Arena Monterrey                             | 12,500               | [ 61 ] [ 62 ] [ 63 ] [ 3 ]                      |
| 78 | 24 de febrero de 2009    | Ciudad de México     | México               | Auditorio Nacional                          | 7,500                | [ 53 ] [ 54 ] [ 55 ] [ 56 ] [ 57 ] [ 3 ]        |
| 79 | 25 de febrero de 2009    | Ciudad de México     | México               | Auditorio Nacional                          | 7,500                | [ 53 ] [ 54 ] [ 55 ] [ 56 ] [ 57 ] [ 3 ]        |
| 80 | 27 de febrero de 2009    | Ciudad de México     | México               | Auditorio Nacional                          | 7,500                | [ 53 ] [ 54 ] [ 55 ] [ 56 ] [ 57 ] [ 3 ]        |
| 81 | 28 de febrero de 2009    | Ciudad de México     | México               | Auditorio Nacional                          | 7,500                | [ 53 ] [ 54 ] [ 55 ] [ 56 ] [ 57 ] [ 3 ]        |
| 82 | 1 de marzo de 2009       | Ciudad de México     | México               | Auditorio Nacional                          | 7,500                | [ 53 ] [ 54 ] [ 55 ] [ 56 ] [ 57 ] [ 3 ]        |
| 83 | 3 de marzo de 2009       | Ciudad de México     | México               | Auditorio Nacional                          | 7,500                | [ 53 ] [ 54 ] [ 55 ] [ 56 ] [ 57 ] [ 3 ]        |
| 84 | 4 de marzo de 2009       | Ciudad de México     | México               | Auditorio Nacional                          | 7,500                | [ 53 ] [ 54 ] [ 55 ] [ 56 ] [ 57 ] [ 3 ]        |
| 85 | 6 de marzo de 2009       | Ciudad de México     | México               | Auditorio Nacional                          | 7,500                | [ 53 ] [ 54 ] [ 55 ] [ 56 ] [ 57 ] [ 3 ]        |
| 86 | 7 de marzo de 2009       | Ciudad de México     | México               | Auditorio Nacional                          | 7,500                | [ 53 ] [ 54 ] [ 55 ] [ 56 ] [ 57 ] [ 3 ]        |
| 87 | 8 de marzo de 2009       | Ciudad de México     | México               | Auditorio Nacional                          | 7,500                | [ 53 ] [ 54 ] [ 55 ] [ 56 ] [ 57 ] [ 3 ]        |
| Tercera Etapa (Fall 2009) |                          |                      |                      |                                             |                      |                                                 |
| Norteamérica III |                          |                      |                      |                                             |                      |                                                 |
| 88 | 12 de septiembre de 2009 | Las Vegas            | Estados Unidos       | The Colosseum at Caesars Palace             | 4,296                | [ 64 ] [ 65 ] [ 66 ] [ 3 ]                      |
| 89 | 13 de septiembre de 2009 | Las Vegas            | Estados Unidos       | The Colosseum at Caesars Palace             | 4,296                | [ 64 ] [ 65 ] [ 66 ] [ 3 ]                      |
| 90 | 14 de septiembre de 2009 | Las Vegas            | Estados Unidos       | The Colosseum at Caesars Palace             | 4,296                | [ 64 ] [ 65 ] [ 66 ] [ 3 ]                      |
| 91 | 15 de septiembre de 2009 | Las Vegas            | Estados Unidos       | The Colosseum at Caesars Palace             | 4,296                | [ 64 ] [ 65 ] [ 66 ] [ 3 ]                      |
| Total | 377 Días                 | 42 Ciudades          | 8 Países             | 42 Recintos                                 | 929,592              |                                                 |

- El tercer concierto del Estadio Vélez Sarsfield en Buenos Aires fue grabado para su transmisión en Argentina por Canal 13.

## Premios y récords
- En esta gira Luis Miguel estableció un récord por actuar 4 noches con llenos totales en el Estadio Vélez Sarsfield en Argentina con 160.000 personas en total.[67]

- El 20 de enero de 2009 Luis Miguel efectúa su concierto número 156 en el Auditorio Nacional de la Ciudad de México. En esta temporada Luis Miguel realiza 25 conciertos en dicho recinto con lo cual alcanza los 180 conciertos (1991-2009) por lo cual le confieren la "Dalia de Plata"[68][69][70][71][72][73]

## Banda
- Vocalista: Luis Miguel
- Guitarras Eléctrica y Acústica: Todd Robinson
- Bajo: Lalo Carrillo
- Piano y Teclados: Francisco Loyo
- Teclados: Salo Loyo
- Batería: Víctor Loyo
- Percusión: Tommy Aros
- Saxofón: Jeff Nathanson
- Trompeta: Francisco Abonce
- Trompeta: Ramón Flores
- Trombón: Alejandro Carballo
- Coros: María Entraigues (2008-2009), Kacee Clanton (2008-2009), Vie le (2009)